# Esame stabilometrico
L'esame stabilometrico è un esame strumentale che valuta l'equilibrio del paziente tramite una pedana stabilometrica, cioè una piattaforma che appoggia su più celle di carico.
Nata all'inizio degli anni '80 in Francia (anche se ci sono testimonianze di strumenti meccanici già negli anni '50), si è diffusa rapidamente per essere utilizzata in molti settori. La costruzione meccanica suddivise lo strumento in categorie: monopodalica, bipodalica, per test statici, per test dinamici.
La monopodalica è stata la più diffusa in passato, si basa su una struttura rigida dove ai vertici di un triangolo vengono poste 3 celle di carico. Il piano che viene appoggiato superiormente alle celle diventa la superficie di appoggio del paziente.
Il collegamento delle 3 celle prima ad un circuito elettronico e successivamente ad un computer permette di valutare i movimenti del paziente durante il test.
I risultati visibili a monitor e poi riportati in tabelle forniscono più dati: il classico Statochinesigramma (comunemente chiamato "gomitolo") che rappresenta la risultante del centro di pressione unico dei due piedi.
La figura che si viene a formare geometricamente è simile ad un'ellisse la quale raccoglie i punti di campionamento delle celle.
Essendo il sistema digitale, l'acquisizione dei valori delle celle avviene con una cadenza periodica (frequenza di acquisizione) ed il risultato è una serie di punti che cadono su una superficie. Un apposito algoritmo matematico chiamato intervallo di confidenza genera una figura simile all'ellisse ( da questo il nome "ellisse di confidenza") fornisce la figura simile al "gomitolo".
Questa figura non rappresenta l'intero spostamento del baricentro ma statisticamente quella figura che raccoglie una percentuale (normalmente il 90-95%) dei punti più vicini tra loro escludendo volutamente quelli più distanti dalla media.
L'"area" così chiamata è proporzionale quindi allo spostamento che il centro di massa (CDM) proietta sulla base d'appoggio creando il centro di pressione (CDP).
I due centri si possono definire sovrapponibili solo se i movimenti del soggetto in esame tendono a zero mentre risultano non sovrapponibili quando ho degli spostamenti. Questi strumenti negli anni si sono evoluti ed oggi si vedono strumenti normalmente bipodalici (due pedane con 3 celle ciascuna).
Gli strumenti vengono quasi sempre realizzate con celle a Strain-gauge che percepiscono linee di forza solo su di un asse (solitamente il verticale).
Le celle di carico sono le stesse utilizzate per realizzare le comune bilance di pesatura. Esistono anche altri tipi di celle di carico che rilevano componenti di forza anche negli altri assi dello spazio: queste, prodotte anche con altri tipi di tecnologia, generalmente piezoelettriche, vengono utilizzate per visualizzare le componenti generate ad esempio nella fase di un salto.
Pedane di questo tipo, associate a sofisticati sistemi di analisi video, possono essere utilizzate anche per l'analisi dinamica.
Nel 2015 è uscita la norma tecnica CEI 62-236 che regolamenta la produzione di tali dispositivi.